# Ingalls (Kansas)
Ingalls è una città degli Stati Uniti d'America, nella contea di Gray, nello Stato del Kansas.